# Saint-Martin-des-Olmes
Saint-Martin-des-Olmes är en kommun i departementet Puy-de-Dôme i regionen Auvergne-Rhône-Alpes i centrala Frankrike. Kommunen ligger i kantonen Ambert som tillhör arrondissementet Ambert. År 2022 hade Saint-Martin-des-Olmes 312 invånare.

## Befolkningsutveckling
Antalet invånare i kommunen Saint-Martin-des-Olmes
| Referens: INSEE |